# Klaus Roenspieß

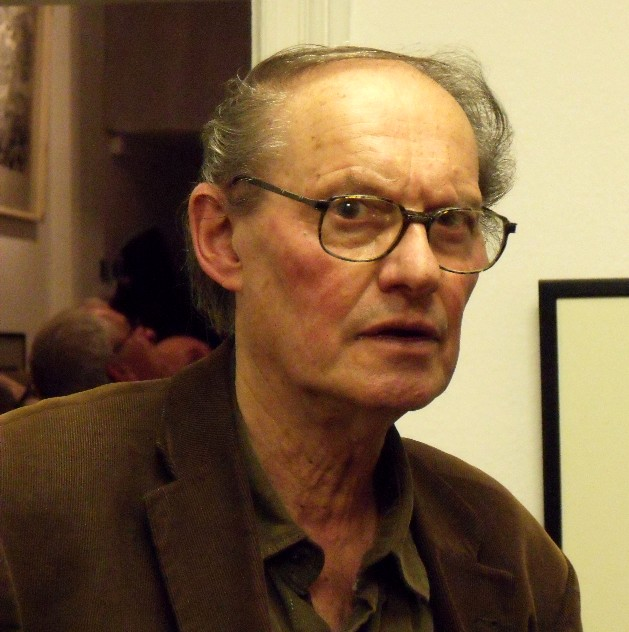
Klaus Roenspieß im März 2012

Klaus Roenspieß (* 23. Januar 1935 in Berlin; † 12. Juni 2021 in Berlin) war ein deutscher Maler und Grafiker.

## Leben
Roenspieß absolvierte von 1950 bis 1953 eine Lehre als Gebrauchswerber. Schon früh begeisterte er sich für Malerei. Zur Vorbereitung eines Studiums zeichnete er in den Straßen Berlins und besuchte er die Abendakademie der Kunsthochschule Berlin-Weißensee (KHS). Von 1954/55 studierte er an der KHS bei Herbert Behrens-Hangeler Maltechnik. In dieser Zeit lernte er Hans Vent und Helmut Symmangk, mit dem ihn eine lebenslange Freundschaft verband, kennen. Da ihm an der Hochschule ein entwicklungsförderndes Klima fehlte, beschloss Roenspieß nach einem Jahr, das Studium aufzugeben und sich autodidaktisch weiterzubilden. Ermutigung und Anregung fand er dabei durch Christa und Lothar Böhme, Dieter Goltzsche, Wolfgang Leber und Brigitte Handschick. Er suchte oft die Galerie des 20. Jahrhunderts in der Berliner Jebensstraße auf und studierte die kunstgeschichtlichen Arbeiten von Werner Haftmann. Ab 1961 arbeitete er in Berlin als freischaffender Maler und ab 1972 auch als Grafiker. Ab 1975 hatte er einen eigenen Arbeitsraum. Als Grafiker schuf er zahlreiche Radierungen, später Holzschnitte und Lithografien. 
Ab 1976 war Roenspieß auch mit Herbert Tucholski befreundet. Thematische Anregungen erhielt er 1976, 1980 und 1982 bei Reisen nach Paris, wo er sich intensiv mit der französischen Malerei auseinandersetzte. 1985 reiste er nach Leningrad.
1982 erwarb die Alte Nationalgalerie sein Gemälde Stadtlandschaft ´82.
Roenspieß war bis 1990 Mitglied im Verband Bildender Künstler der DDR. Er hatte in der DDR eine große Zahl von Einzelausstellungen und Ausstellungsbeteiligungen, u. a. 1982/1983 und 1987/1988 an der IX. und X. Kunstausstellung der DDR in Dresden.
Sein Grab befindet sich auf dem Berliner Friedhof I der Georgen-Parochialgemeinde.

## Rezeption
„Roenspieß gibt karge Innenbilder dieser Stadt in gefaßter, verhaltener Expressivität, durchtränkt von Melancholie, Sehnsuchtslandschaften, die Erinnerung beschwören und in denen Fülle die Leere bezwingt. Darin ist Roenspieß der Romantiker unter den Gefährten seiner Generation... Er ist ein Tektoniker der Innerlichkeit.“ (Roland März)

## Museen und öffentliche Sammlungen mit Werken Roenspieß' (unvollständig)
- Berlin: Neue Nationalgalerie[3]
- Berlin: Berlinische Galerie[4]
- Berlin: Märkisches Museum
- Berlin: Artothek Charlottenburg-Wilmersdorf[5]
- Berlin: Kunstsammlung Pankow[5]
- Magdeburg: Kulturhistorisches Museum

## Weitere Werke (Auswahl)
- Landschaft mit Schornstein (1957, Öl auf Pappe)
- Berliner Landschaft (1980, Öl auf Leinwand)
- Jahnpark (1980, Farbholzschnitt; auf der IX. Kunstausstellung der DDR)[6]
- Tiergarten (1993, Öl auf Leinwand)
- Brühlsche Terrasse (2004, Öl auf Leinwand)

## Einzelausstellungen (unvollständig)
- 1978 Berlin, Galerie am Prater
- 1980 Kulturhistorisches Museum Magdeburg (mit Lothar Böhme, Siegfried Krepp und Hans Vent)
- 1984 Dresden, Galerie Nord
- 1985 Berlin, Galerie im Alten Museum
- 1986 Altenburg, Lindenau-Museum
- 1988 Hoyerswerda, Galerie Carl Blechen
- 1989 Cottbus, Galerie Carl Blechen und Neubrandenburg, Torgalerie
- 1990 und 1993 Berlin, Galerie Rotunde im Alten Museum
- 1995 Berlin, Galerie Mitte
- 1996 Bad Steben, Grafik Museum Stiftung Schreiner
- 1998 Berlin, Galerie Parterre Berlin und Sophienedition
- 2005 Berlin, Galerie im Turm
- 2010, 2012 und 2015, Berlin, Galerie der Berliner Graphikpresse
- 2013 Magdeburg, Kunstwerkstatt e. V. und Atelier M
- 2019 Radeberg, Galerie Klinger[7]

### Postum
- 2021 Berlin, Galerie der Berliner Graphikpresse („Klaus Roenspieß in memoriam“)[8]
- 2025 Berlin, Galerie der Berliner Graphikpresse ("Klaus Roenspieß zum 90. Geburtstag")[9]